# Борок (Торопецкий район)
Борок — деревня в Торопецком районе Тверской области. Входит в состав Плоскошского сельского поселения.

## Этимология
Предположительно, название деревни происходит от слова «борок». Борок — небольшая возвышенность с супесчаной (реже — песчаной) почвой, обычно поросшая лесом, чаще сосновым. Деревня расположена на левом берегу Оки, к югу от неё — значительный лесной массив.

## География
Деревня расположена в 53 километрах к северо-западу от районного центра Торопец и в 23 километрах к юго-западу от центра сельского поселения, посёлка Плоскошь. Находится на левом берегу реки Ока. Ближайший населённый пункт — деревня Коварное.

## Климат
Деревня, как и весь район, относится к умеренному поясу северного полушария и находится в области переходного климата от океанического к материковому. Лето с температурным режимом +15…+20 °С (днём +20…+25 °С), зима умеренно-морозная −10…−15 °С; при вторжении арктического воздуха до −30…-40 °С.
Среднегодовая скорость ветра 3,5—4,2 метра в секунду.

## Население
| 2010 |
| ---- |
| 1    |